# Tangentspilleren
|  | Denne artikel er oprettet af botten PalnaBot ud fra en ekstern database. Den kan derfor have sproglige fejl eller mangler. Denne skabelon kan fjernes efter kontrol af indholdet. |

Tangentspilleren er en dokumentarfilm fra 2013 instrueret af Anne Holst Moulvad efter eget manuskript.

## Handling
En film om et musikgeni. Oplev tangentspilleren Kristian Marius Andersen. På trods af en bagage med Aspergers syndrom, en opvækst i et nordengelsk arbejdermiljø, præget af mobning og en familie uden særlige musikalske evner, er det lykkedes for ham at blive en af landets bedste til at improvisere på klaver og orgel. Det er historien om Den Grimme Ælling, som mentalt forslået lander i Herning, hvor han kommer under dirigent Mads Billes vinger, og langsomt folder sig ud som en smuk svane og helstøbt musiker. Når Kristian Marius Andersen spiller er han urørlig, men når han træder ud af musikkens tryllekreds, rammer hverdagens krav ham som en hammer. Instruktør Anne Moulvad har igennem fem år fulgt Kristians slalom mellem kunstneriske højdepunkter og det udmarvende og kaotiske møde med dagligdagens trivielle gåder.